# Scottish National Gallery of Modern Art
De Scottish National Gallery of Modern Art toont de nationale collectie moderne kunst sinds 1980 in het neoklassieke gebouw uit 1828 van William Burn aan de Belford Road in Edinburgh, Schotland. Het museum maakt deel uit van de National Galleries of Scotland.

## Collectie
De museumcollectie omvat werken van kunstenaars als:
- Henri Matisse
- Pablo Picasso
- Georges Braque
- Piet Mondriaan
- Ben Nicholson
- Andy Warhol
- Roy Lichtenstein
- Francis Bacon
- Lucian Freud

Het museum houdt geregeld wisselexposities. Werk van Surrealisten en Dada, evenals werken van een kunstenaar als Eduardo Paolozzi wordt tentoongesteld in de aangrenzende Dean Gallery.

## Beeldenpark
Het beeldenpark dat voor het museumgebouw is gelegen omvat werken van Engelse beeldhouwers als
- Jacob Epstein: The Risen Christ (1917-1919), waarvoor Bernard van Dieren model stond
- Henry Moore: Reclining Figure (1951) en Two-Piece Reclining Figure (1960)
- Rachel Whiteread: Untitled (Pair) (1999)
- Tony Cragg: Kolbenneblok (1989) uit de serie Early Forms
- Barbara Hepworth: Conversation with Magic Stones - 6-delig (1973)
- Eduardo Paolozzi: St. Sebastian (1957) en Domino (1967/68)

In 2002 is het terrein omgevormd tot het land art-project "Landform" door Charles Jencks, in samenwerking met architect Terry Farrell. "Landform" zou zijn geïnspireerd door de chaos theorie, dan wel door Georges Seurats Un dimanche après-midi à l'Île de la Grande Jatte. In 2004 won het museum met dit project de met £ 100.000 gedoteerde Gulbenkian Prize.

### Fotogalerij

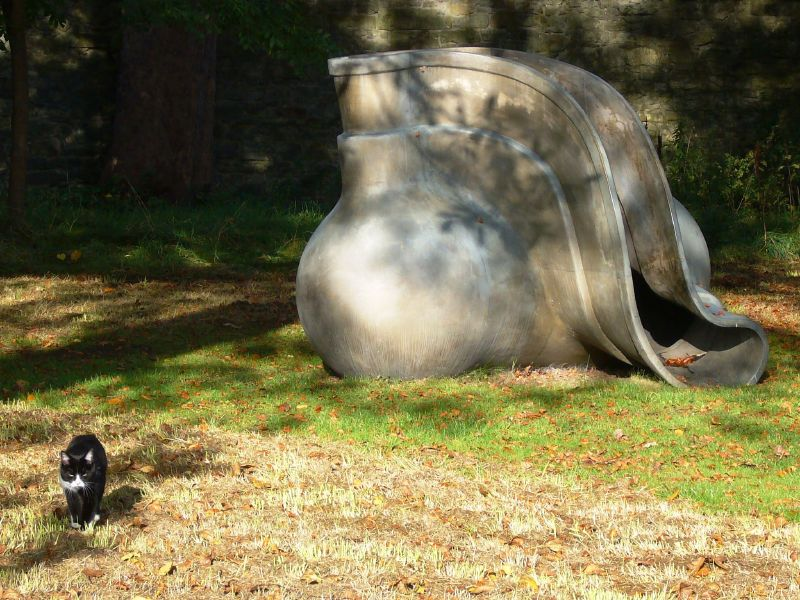
Kolbenneblok van Tony Cragg
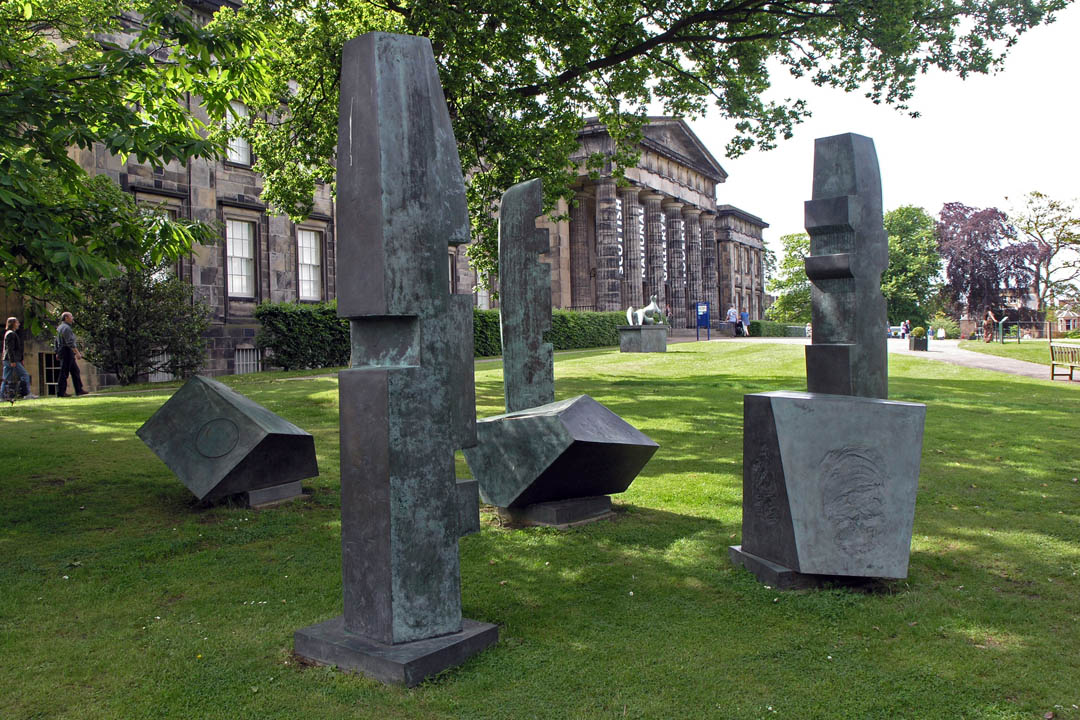
Conversation with Magic Stones van Barbara Hepworth
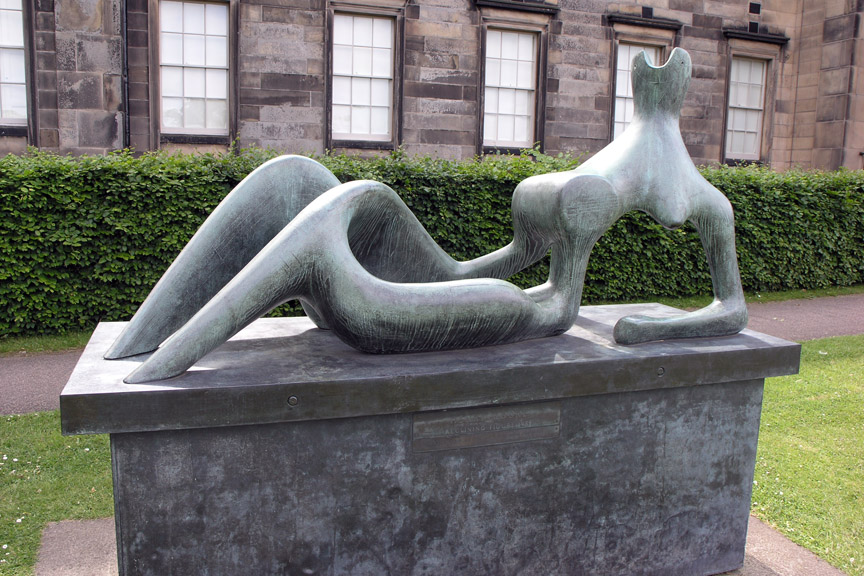
Reclining Figure van Henry Moore
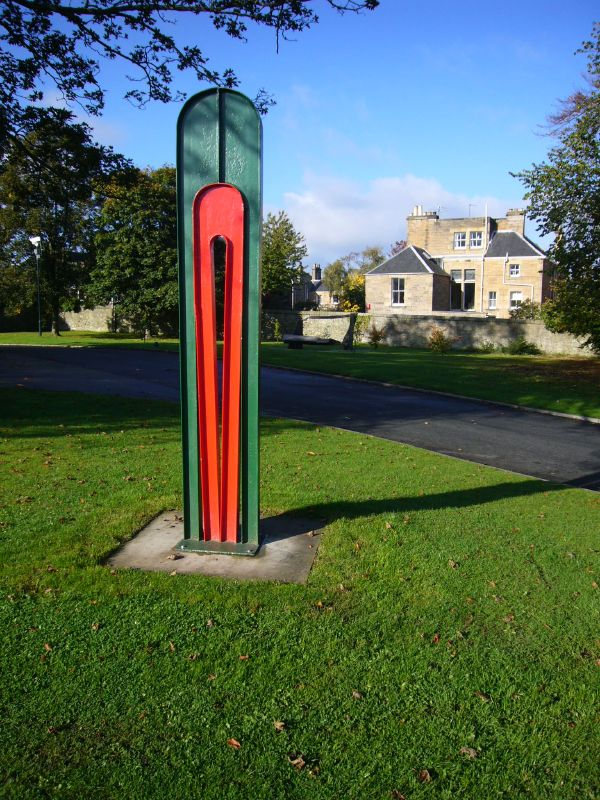